# Pomps
Pomps é uma comuna francesa na região administrativa da Nova Aquitânia, no departamento dos Pirenéus Atlânticos. Estende-se por uma área de 7,65 km². Em 2010 a comuna tinha 297 habitantes (densidade: 38,8 hab./km²).